# Ligne de Moulins à Mâcon
La ligne de Moulins à Mâcon est une ligne de chemin de fer française qui reliait autrefois la gare de Moulins (préfecture du département de l'Allier, en région Auvergne-Rhône-Alpes) à celle de Mâcon (préfecture du département de Saône-et-Loire, en région Bourgogne-Franche-Comté), en passant par Paray-le-Monial.
Elle permettait ainsi de relier l'axe Paris - Clermont-Ferrand (ligne de Moret - Veneux-les-Sablons à Lyon Perrache, à Moulins) à l'axe Paris - Marseille (ligne de Paris-Lyon à Marseille Saint-Charles, à Mâcon) en correspondant avec plusieurs autres lignes le long de son parcours.
Alors que la première section est active avec des trains de fret et des TER, la seconde a totalement disparu : la section entre Paray-le-Monial, Cluny et Mâcon a été fermée au service voyageurs le 1er novembre 1968. Cette section a depuis été progressivement fermée au service marchandises puis déclassée. Elle est aujourd'hui entièrement fermée (et en partie déposée, puisqu'une partie de son tracé a été reprise par la RCEA, sur la section correspondant à la route nationale 79).
Elle constitue la ligne no 770 000 du réseau ferré national.

## Histoire

### Origine
À la suite de la déconfiture financière de la Compagnie du chemin de fer Grand-Central de France, son démantèlement est organisé en 1857 au profit de la Compagnie du chemin de fer de Paris à Orléans et de la constitution de la Compagnie des chemins de fer de Paris à Lyon et à la Méditerranée (PLM).
Cette dernière compagnie se voit octroyer, entre autres, la concession à titre définitif d'une ligne « de Nevers et de Moulins à la ligne de Dijon à Chalon, en un point à déterminer de Chalon à Chagny » (le tronçon de Paray-le-Monial à Montchanin fait partie de la liaison de Moulins à Chagny) lors de sa création par la convention signée le 11 avril 1857 entre le ministre des Travaux publics et les Compagnies du chemin de fer de Paris à Lyon et du chemin de fer de Lyon à la Méditerranée.
Cette convention est approuvée par décret le 19 juin 1857.
La décision ministérielle du 20 décembre 1859 fixe Chagny comme origine d'une ligne allant sur Nevers et sur Moulins en bifurquant à Montchanin, l'échéance pour sa réalisation est fixée au 19 juin 1865.
Par une convention signée le 26 août 1865 entre le conseil général de Saône-et-Loire et les frères Lucien et Félix Mangini la ligne allant de Paray-le-Monial à Mâcon est concédée au titre de l'intérêt local. Cette convention est approuvée par un décret impérial le 1er juin 1866 qui déclare la ligne d'utilité publique. La concession de cette ligne est transférée à la Compagnie des Dombes et des chemins de fer du Sud-Est, par une convention du 28 février 1872. Cette convention est approuvée, sous réserve de l'accord des départements concernés, par décret le 7 mai suivant .
La section de Clermain à Cluny, partie d'un itinéraire de Roanne à Chalon-sur-Saône, est aussi concédée au titre de l'intérêt local par une convention signée le 26 août 1873 entre le préfet de Saône-et-Loire et Messieurs Parent-Pecher et Riche frères. Cette convention est approuvée par décret le 8 janvier 1874. Elle est reclassée dans le réseau d'intérêt général par une loi le 3 juillet 1880. Cette section est concédée à titre définitif à la Compagnie des chemins de fer de Paris à Lyon et à la Méditerranée par une convention signée entre le ministre des Travaux publics et la compagnie le 26 mai 1883. Cette convention est approuvée par une loi le 20 novembre suivant. Ces textes entérinent aussi le reclassement dans le réseau d'intérêt général de la section de Mâcon à Paray-le-Monial, à la suite du rachat de la Compagnie des Dombes et des chemins de fer du Sud-Est par la Compagnie des chemins de fer de Paris à Lyon et à la Méditerranée.
La ligne était reliée à la ligne de Cluny à Chalon-sur-Saône et comportait un tronçon commun de 500 m au nord de Cluny. Les trains parcourant la ligne devaient alors rebrousser à Cluny pour continuer leur parcours.

### Ouverture
La section reliant Moulins à Paray-le-Monial ouvre en deux étapes : le tronçon de Digoin à Paray-le-Monial ouvre le 16 septembre 1867, tandis que le tronçon de Moulins à Digoin ouvre le 10 mai 1869.
La section reliant Paray-le-Monial à Mâcon ouvre quant à elle le 22 août 1870.
La ligne a été élargie entre Moulins et Paray-le-Monial à partir de 1884 et jusqu'à 1886, pour doubler la voie déjà existante.
En 1958, cet élargissement a été supprimé entre Moulins et Gilly-sur-Loire et la ligne a été remise à voie unique.

### Fermeture
Le tronçon reliant Paray-le-Monial à Cluny ferma au service voyageurs le 15 mai 1939.
Il ferma au service marchandises en plusieurs étapes : le tronçon reliant Charolles à Clermain est le premier à fermer le 15 juillet 1953, puis le tronçon reliant Clermain à Cluny ferme à son tour en 1957, et le tronçon reliant Paray-le-Monial à Charolles ferme le 1er juin 1987.
Le tronçon reliant Cluny à Mâcon resta ouvert pour permettre la desserte de Cluny sur la liaison entre Chalon-sur-Saône et Mâcon ; il fut neutralisé le 1er novembre 1968, en même temps que la ligne de Cluny à Chalon-sur-Saône.
Seul un tronçon de 750 mètres reliant la zone industrielle de Mâcon à la gare de Mâcon-Ville resta en service, ouvert au fret uniquement jusqu'à sa fermeture en 2011.
Il est à noter que le tronçon reliant Moulins à Digoin a été fermé au service marchandises dans les années 2000, mais reste aujourd'hui en service et ouvert au service des voyageurs.

### Déclassement
À l'heure actuelle, seule la section reliant Paray-le-Monial à la zone industrielle de Mâcon est déclassée.
Son déclassement a eu lieu en plusieurs étapes :
- le tronçon reliant Charolles à Clermain est déclassé le 12 novembre 1954 ;
- le tronçon reliant Clermain à Cluny est déclassé le 07 décembre 1965 ;
- le tronçon reliant Cluny à la Z.I de Mâcon est déclassée le 29 octobre 1970 ;
- le tronçon de rebroussement situé à Cluny est déclassé le 26 juillet 1973 ;
- enfin, le tronçon reliant Paray-le-Monial à Charolles est lui déclassé le 18 septembre 1992.

Le tronçon reliant la Z.I de Mâcon à la gare de Mâcon-Ville, qui n'a pas été officiellement déclassé, est fermé administrativement depuis 2020.

## Caractéristiques

### Tracé

#### Section de Moulins à Paray-le-Monial (en service)
La ligne débute en gare de Moulins-sur-Allier, au point kilométrique (pK) 0, où elle croise la ligne de Montluçon à Moulins (non exploitée et fermée administrativement à Moulins) ainsi que la ligne de Moret - Veneux-les-Sablons à Lyon Perrache.
Elle dessert ensuite la gare de Montbeugny (fermée), puis celle de Thiel-sur-Acolin (également fermée), avant d'atteindre celle de Dompierre-Sept-Fons. Elle continue ensuite en desservant Diou (gare fermée), Gilly-sur-Loire (où elle croise la ligne de Clamecy à Gilly-sur-Loire, déclassée à hauteur de Gilly-sur-Loire), Saint-Agnan, Digoin et Paray-le-Monial (pK 66,956), où elle rejoint la ligne du Coteau à Montchanin (uniquement exploitée sur la section de Paray-le-Monial à Montchanin), ainsi que la ligne de Paray-le-Monial à Givors-Canal.
Cette section est toujours exploitée par des trains régionaux du réseau TER Bourgogne-Franche-Comté, qui relient Moulins à Lyon et Dijon.

#### Section de Paray-le-Monial à Cluny (fermée)
Cette section est fermée à tout trafic depuis 1992.
Elle desservait, depuis Paray-le-Monial, les gares de Charolles, Vendenesse-lès-Charolles, Beaubery, Les Terreaux, Trivy - Dompierre, Clermain (où elle croisait la ligne de Pouilly-sous-Charlieu à Clermain, aujourd'hui déclassée), Sainte-Cécile-la-Valouze et Cluny, où elle rejoignait la ligne de Cluny à Chalon-sur-Saône et rebroussait en direction de Mâcon.
Une partie de cette section (entre Vendenesse-lès-Charolles et Sainte-Cécile) a vu son tracé repris par la route nationale 79.

#### Section de Cluny à Mâcon (fermée)
Cette section a été fermée a tout trafic le 1er novembre 1968, en même temps que la ligne de Cluny à Chalon-sur-Saône, pour éviter la construction d'un pont sur l'autoroute A6.
Elle desservait, à la suite de Cluny, les gares de Croix-Blanche, La Roche-Vineuse, Prissé, et Charnay - Condemine avant de rejoindre Mâcon et les lignes de Paris-Lyon à Marseille-Saint-Charles et de Mâcon à Ambérieu.
Cette section a été reconvertie en voie verte, la voie verte en Val Lamartinien.
Elle comprend la traversée du tunnel du Bois-Clair, à 5 kilomètres au sud de Cluny, pour éviter le passage sur la LGV Sud-Est.

Cette voie verte est reliée à la voie verte de Chalon-sur-Saône à Cluny : les deux voies réunies forment désormais la voie verte de Bourgogne du Sud. Elle est par ailleurs reliée à la voie bleue qui longe la Saône entre Mâcon et Tournus.

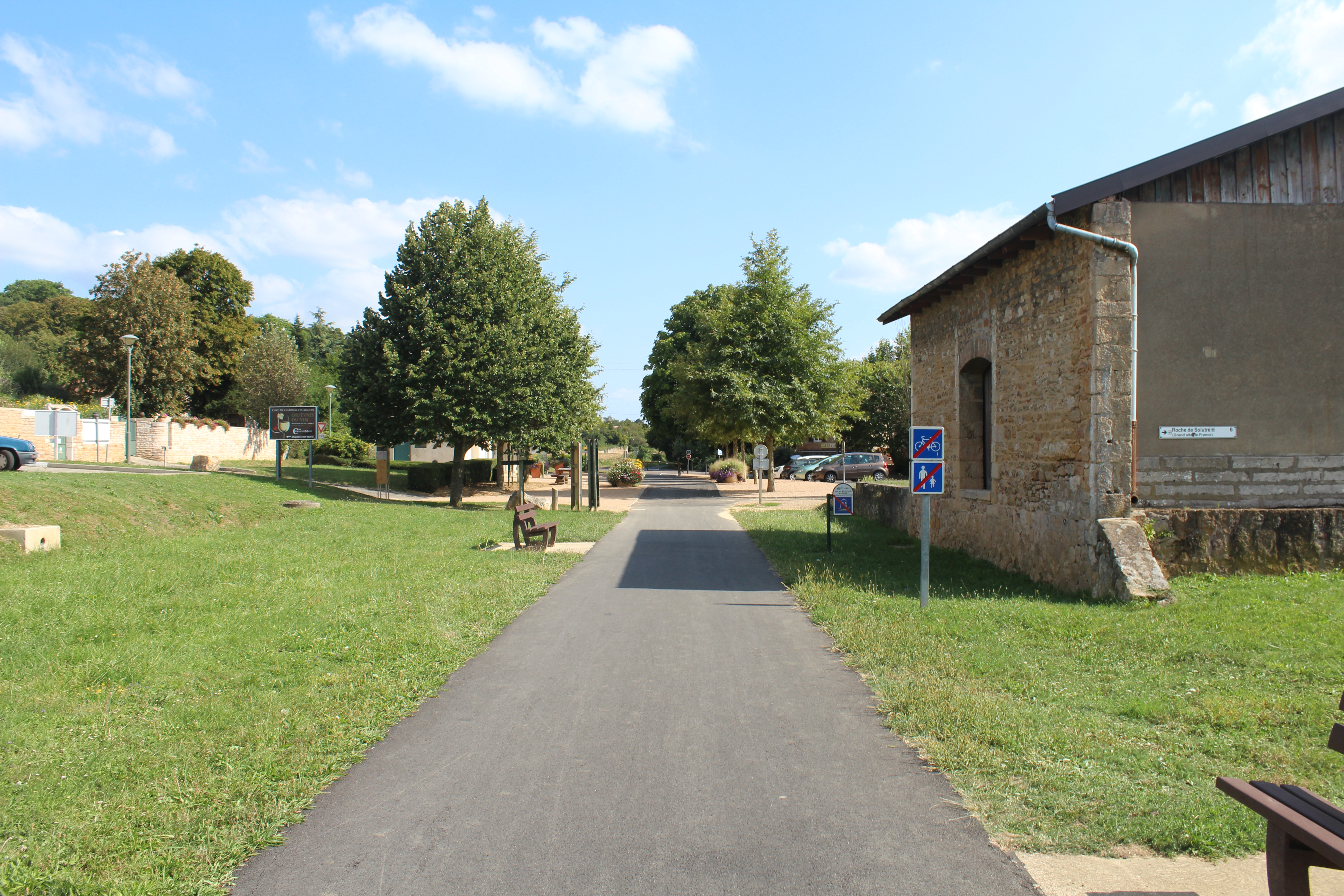
Voie verte Charnay-Mâcon
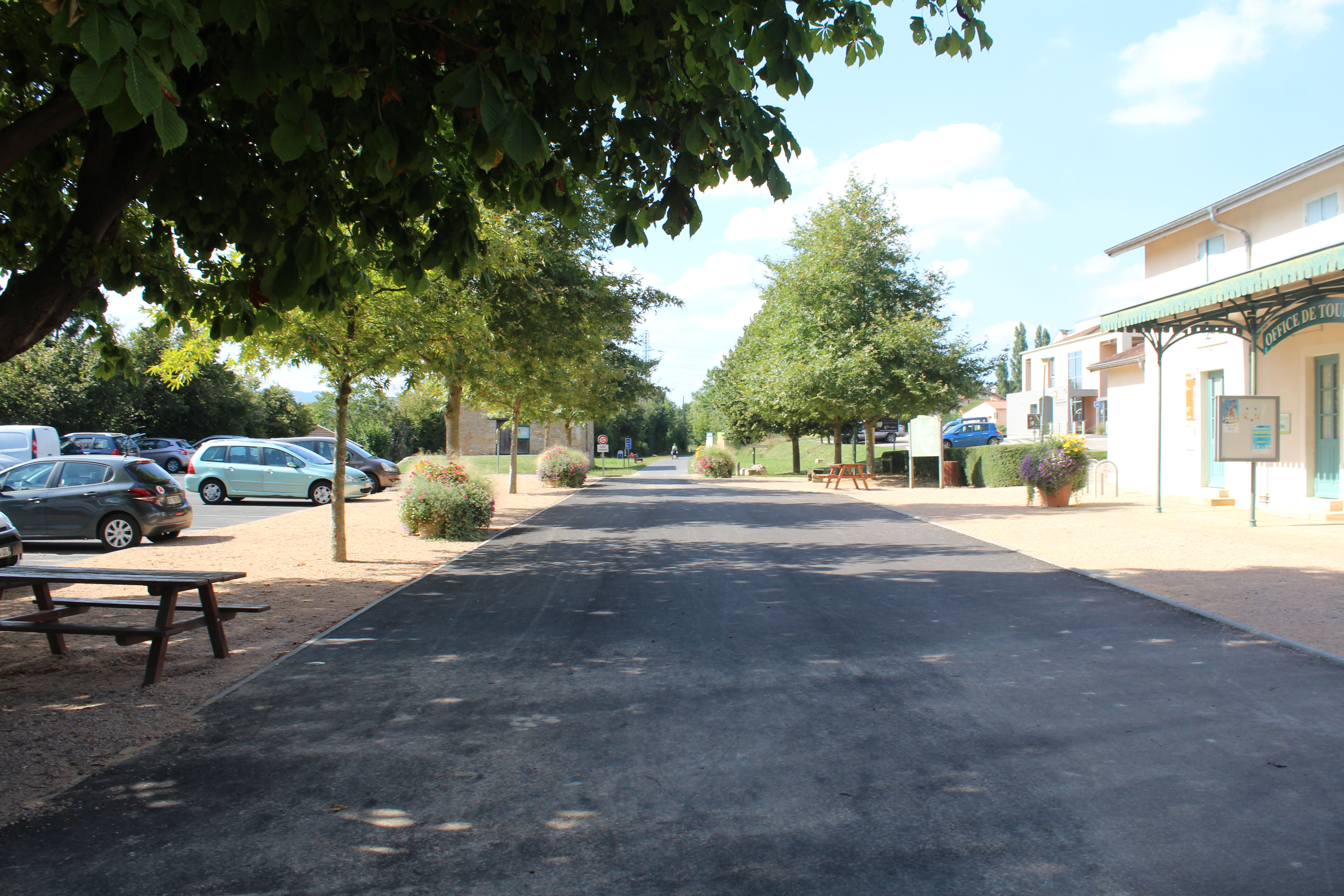
Voie verte à Charnay
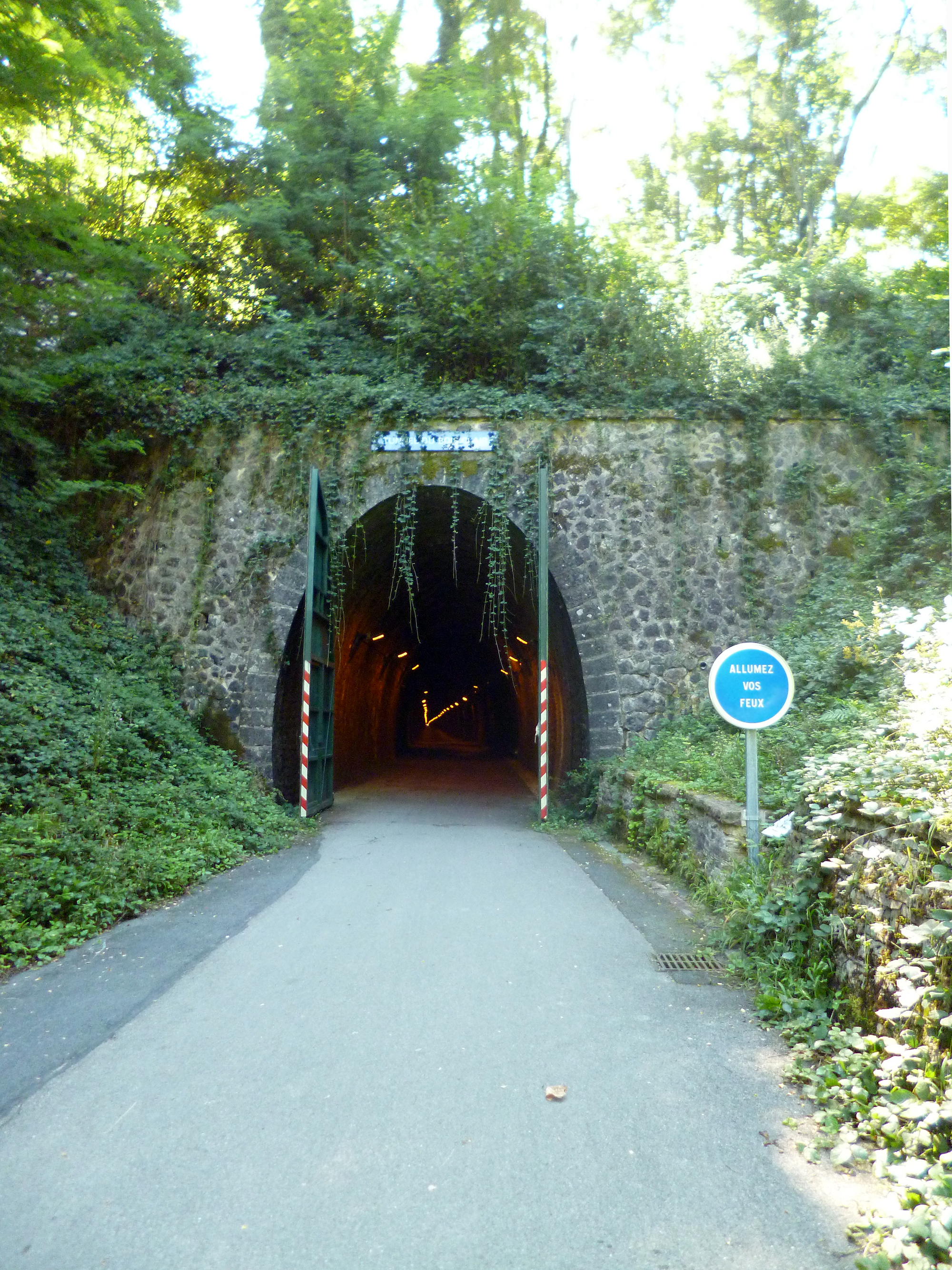
Entree du tunnel du Bois-Clair
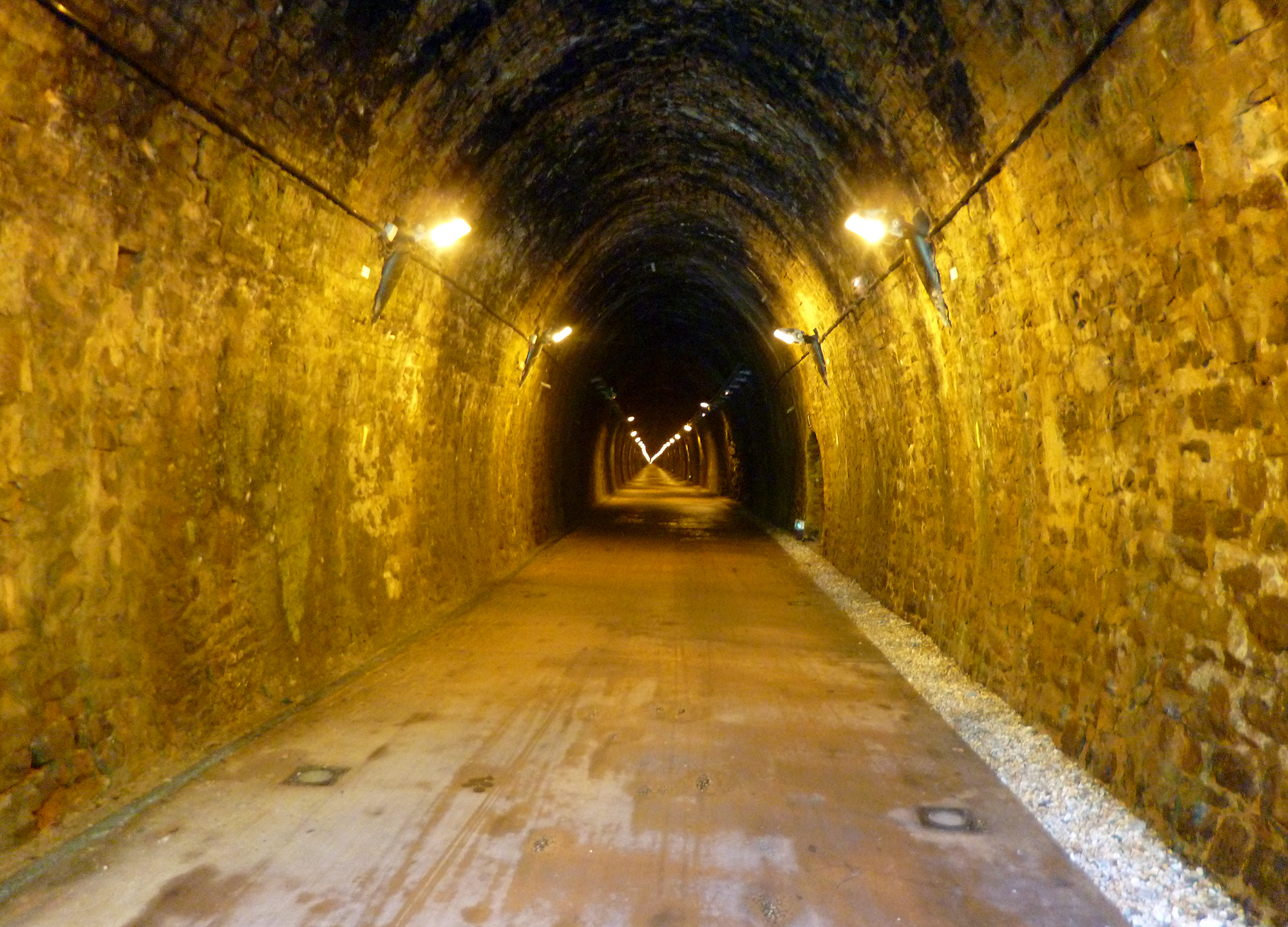
Intérieur du tunnel du Bois-Clair
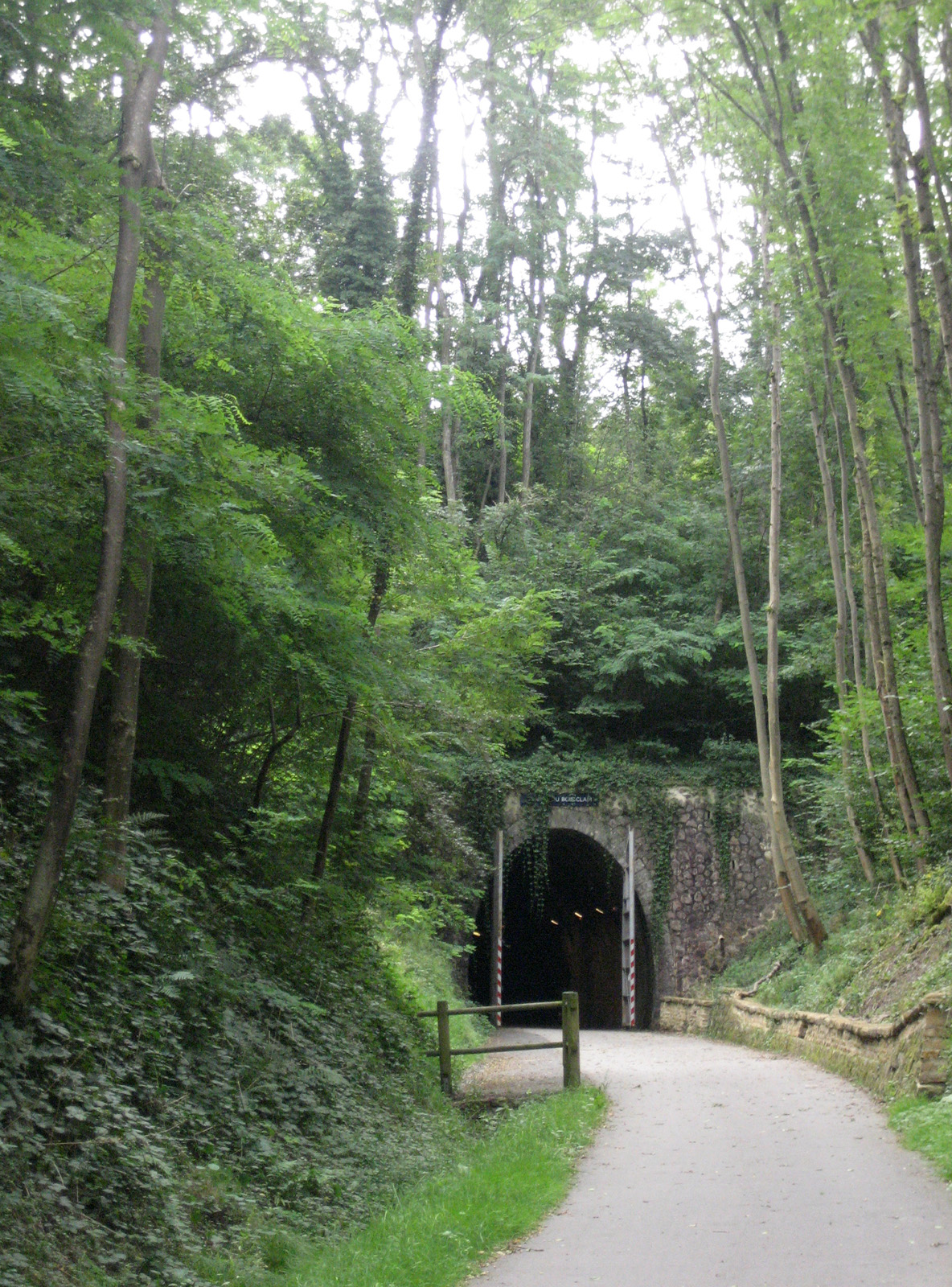
Entrée nord du tunnel

### Infrastructure
La ligne est composée d'une unique voie (double entre Gilly-sur-Loire et Paray-le-Monial) à écartement normal, non électrifiée et longue d'environ 67 kilomètres (144 kilomètres en comptant la section fermée).